# 螣蛇十三
仙后座τ，又名BD+57 2804，HD 223165、SAO 35763、HR 9008，是仙后座的一颗恒星，视星等为4.87，位于銀經114.63，銀緯-3.18，其B1900.0坐标为赤經23h 42m 9.9s，赤緯+58° -3.18′ 42″。